# Tramain
 Tramain  (en bretón Tremaen) es una población y comuna francesa, situada en la región de Bretaña, departamento de Côtes-d'Armor, en el distrito de Dinan y cantón de Jugon-les-Lacs.

## Demografía
| 490 | 463 | 473 | 460 | 483 | 527 |
| Para los censos de 1962 a 1999 la población legal corresponde a la población sin duplicidades (Fuente: INSEE [Consultar]) |     |     |     |     |     |